# Championnats du monde de cyclisme sur piste 1906
Navigation
Anvers 1905 Paris 1907
Les Championnats du monde de cyclisme sur piste 1906 ont eu lieu du 29 juillet au 5 août à Genève, en Suisse.

## Résultats

### Podiums professionnels
| Compétition | Or                          | Argent                       | Bronze                    |
| ----------- | --------------------------- | ---------------------------- | ------------------------- |
| Vitesse     | Thorvald Ellegaard Danemark | Gabriel Poulain France       | Émile Friol France        |
| Demi-fond   | Louis Darragon France       | Arthur Vanderstuyft Belgique | Jules Schwitzgubel Suisse |

### Podiums amateurs
| Compétition | Or                               | Argent                 | Bronze                   |
| ----------- | -------------------------------- | ---------------------- | ------------------------ |
| Vitesse     | Francesco Verri Royaume d'Italie | Émile Delage France    | Dario Rondelli France    |
| Demi-fond   | Maurice Bardonneau France        | Victor Tubbax Belgique | Émile Eigeldinger France |

## Tableau des médailles
| Rang  | Nation   | Or | Argent | Bronze | Total |
| ----- | -------- | -- | ------ | ------ | ----- |
| 1     | France   | 2  | 2      | 3      | 7     |
| 2     | Danemark | 1  | 0      | 0      | 1     |
| -     | Italie   | 1  | 0      | 0      | 1     |
| 4     | Belgique | 0  | 2      | 0      | 2     |
| 5     | Suisse   | 0  | 0      | 1      | 1     |
| Total | Total    | 4  | 4      | 4      | 12    |

## Liste des engagés
D'après L'Auto :

### Vitesse professionnel
- Danemark : Thorvald Ellegaard, Emanuel Nielsen
- France : Émile Friol, Gabriel Poulain, Victor Dupré.

### Vitesse amateurs
- France : Tardieu, Émile Delage, Dario Rondelli
- Royaume d'Italie : Francesco Verri

### Demi-fond professionnel
- Belgique : Arthur Vanderstuyft
- États-Unis : Robert Walthour
- France : Louis Darragon
- Royaume-Uni : Tommy Hall
- Suisse : Jules Schwitzgubel, Marcel Lequatre,

### Demi-fond amateurs
- Belgique : Victor Tubbax
- France : Maurice Bardonneau, Émile Eigeldinger
- Royaume-Uni : Draper, Léon Meredith
- Suisse : Ernst  Rothlisberger